# Windows XP Extended Edition
A Windows XP Extended Edition (WXPEE) egy magyarországi csapat valószínűleg kétes jogi helyzetű projektje, melynek célja olyan Windows XP telepítőlemezek előállítása, amelyekkel a gyári megoldásnál kényelmesebben elvégezhető a telepítés és a rendszer néhány alapbeállítása.
Az Extended Edition unattanded install folyamata során a particionálás után a telepítő nem kérdez semmit, továbbá a telepítés végeztével egy WPI (Windows Post Install, azaz Windows utótelepítő) felületen keresztül lehetőséget ad további programok Silent Install módban való telepítésére.
A WXPEE-be a kiadásáig megjelent összes frissítés integrálva lett (így nem kell azzal később foglalkozni), valamint egyes, szinte minden rendszeren szükséges programok is (például .NET Frameworkok, Flash Player, Java VM).

## Kiadott rendszerek
Eddig Magyarországon 9 kiegészített verzió jelent meg a WXPEE csoport „nevében”:
- Extended Edition (EE) – Ez volt az alap, csak bizonyos „tipikus” újítások voltak benne (pl.: Total Commander, Mozilla Firefox). Ez a verzió még teljes egészében Joco1114 nevű tag munkája.
- Galaxy - Új témák, hátterek, kurzorok. A rendszerleíróban némi változtatások. A projekt megbukott, sorozatos kékhalál leállásokat tapasztaltak vele. (Joco1114)
  - Cylon - Galaxy alapokra épült, viszont stabilitása megnőtt. Igaz, hogy programozásra kiváló, mégis Counter-Strike-nál nagyobb gépigényű játékok nem futnak el rajta. (Joco1114)

A leírt projektek után a csapatot többször is támadták jogi viták és szoftverbűncselekmény elkövetése miatt. Azonban pár évre rá megjelent a ReBorn (vagy: Reborn) nevű kiadásuk, ami tényleg újraéledést jelent a csapat számára is.
- Winter Edition - Téli témák, szolid felület. Tartalmazza a Windows XP Preinstalled-et, és egy csomó WPI programot. A rendszerleíró nagymértékben módosult, 368 mb rammal már fut. (Joco1114)
- Simplicity (Egyszerűség) - A csapat elmondása alapján csak programozóknak készül, „stabilabb mint valaha”, de 800×600-ig viszi a felbontást. (WXPEE Team)
- Black Sheep (Fekete Bárány) - A csapat fekete bárány hangulata után kapta a program ezt a nevet. Lepusztultság, nagyon nagy rendszerigény (2.0 GHz, 1024 MB ram) jellemzi. (WXPEE Team)
- Reborn (Újjászületés) - A felmerült jogi problémák miatt némi kihagyás után Joco1114 visszatérésével, megjelent az eddigi legstabilabb kiadás, amely nagyon sok kiegészítőt (Norton Ghost, Partition Magic) tartalmaz. Eddig ez „alá” készültek az újabb kiadások. (WXPEE Team)

A Reborn és „gyerekprojektjei” nagy hírnevet hozott a csoportnak, ám újabb jogi viták, és így újabb szünetek következtek. A „baj” eluralkodott a csoporton, az OS rendszereik kifinomultsága, jobbsága észrevehetően csökkent.
- Pluto - A Plútó bolygó leminősítése után kapta ezt a nevet. Kicsinyesség, alacsony felbontás, rossz hálózatkezelés jellemzi. A C++-on kívül más programozás nem fut el rajta, viszont stabil internet eléréssel a böngésző nagyon gyors. A Plutó egy eddigiektől eltérő irányvonalat képvisel, telepíthető programok helyett Portable programok tömkelegével lett elkészítve. (WXPEE Team)

A Windows XP SP3 kiegészítőjének megjelenése után a fejlesztési kedv alábbhagyott. Az SP3 instabilitása, jóval magasabb erőforrásigénye, az új Windows Media Player és Internet Explorer problémái láthatóan kedvét szegték a csapatnak.

### Az egyik csapaton kívüli projekt:Daytona 2008
Minden tekintetben ReBornon alapuló rendszer, elsődleges célja az volt, hogy aki megszerette a ReBornt, az kapjon egy friss rendszert. Tovább bővült/frissült a telepíthető programok listája, WUHU projekt frissítései kerültek be, és ezidáig az egyetlen Windows, aminek a telepítése alatt lehet aknakeresőzni/pasziánszozni. A rendszer készítésében nem vett részt a WXPEE csapata.

### A másik csapaton kívüli projekt:Optimized Edition by Cobra
A szerző a tudását a WXPEE Team fórumán szerezte meg, majd teljesen egyedül kb. 3 hónap után kiadta az első változatot.
Az új rendszer egyáltalán nem épül egyik azelőtt kiadott EE-re sem, mégis stabil, félig-meddig Vista kinézetű, viszonylag gyors, emellett tartalmaz még rengeteg SATA drivert és háttereket is.
A lemezen helyet kapott még nagyon sok program és néhány igen hasznos CD képfájl(SLAX, OphCrack, Erd Commander2005, Online NT Password Editor).
A telepítőben WPI-t különböző gondok miatt egy saját programra cserélte.
2009. március 25-én megjelent ugyanennek a telepítőnek a frissített változata, ami már 2 DVD-s (a rengeteg különböző célú program miatt).
Ez a "frissített" kiadás az előző lemezen lévő programok újabb verzióját foglalja magában, valamint CHIPSET drivereket, UTILITY csomagot és teljes Vista kinézetet. A lemezen ezen felül az Erd Commander2005-ös változatát leváltotta a 2008-as kiadása.
Mivel a Microsoft Windows Vista nem aratott osztatlan sikert a felhasználók körében.